# Моргано
Моргано, Морґано (італ. Morgano, вен. Morgan) — муніципалітет в Італії, у регіоні Венето, провінція Тревізо.
Моргано розташоване на відстані близько 420 км на північ від Рима, 30 км на північний захід від Венеції, 12 км на захід від Тревізо.
Населення — 4481 особа (2014).

## Демографія
Населення за роками:

Станом на 1 січня 2023 року в муніципалітеті офіційно проживали 194 іноземці з 32 країн, серед них 53 громадяни країн Євросоюзу та 9 громадян України.

## Сусідні муніципалітети
- Істрана
- Паезе
- Пьомбіно-Дезе
- Куїнто-ді-Тревізо
- Церо-Бранко
- Требазелеге